# Landschaftsschutzgebiet Bachniederung südlich Belle

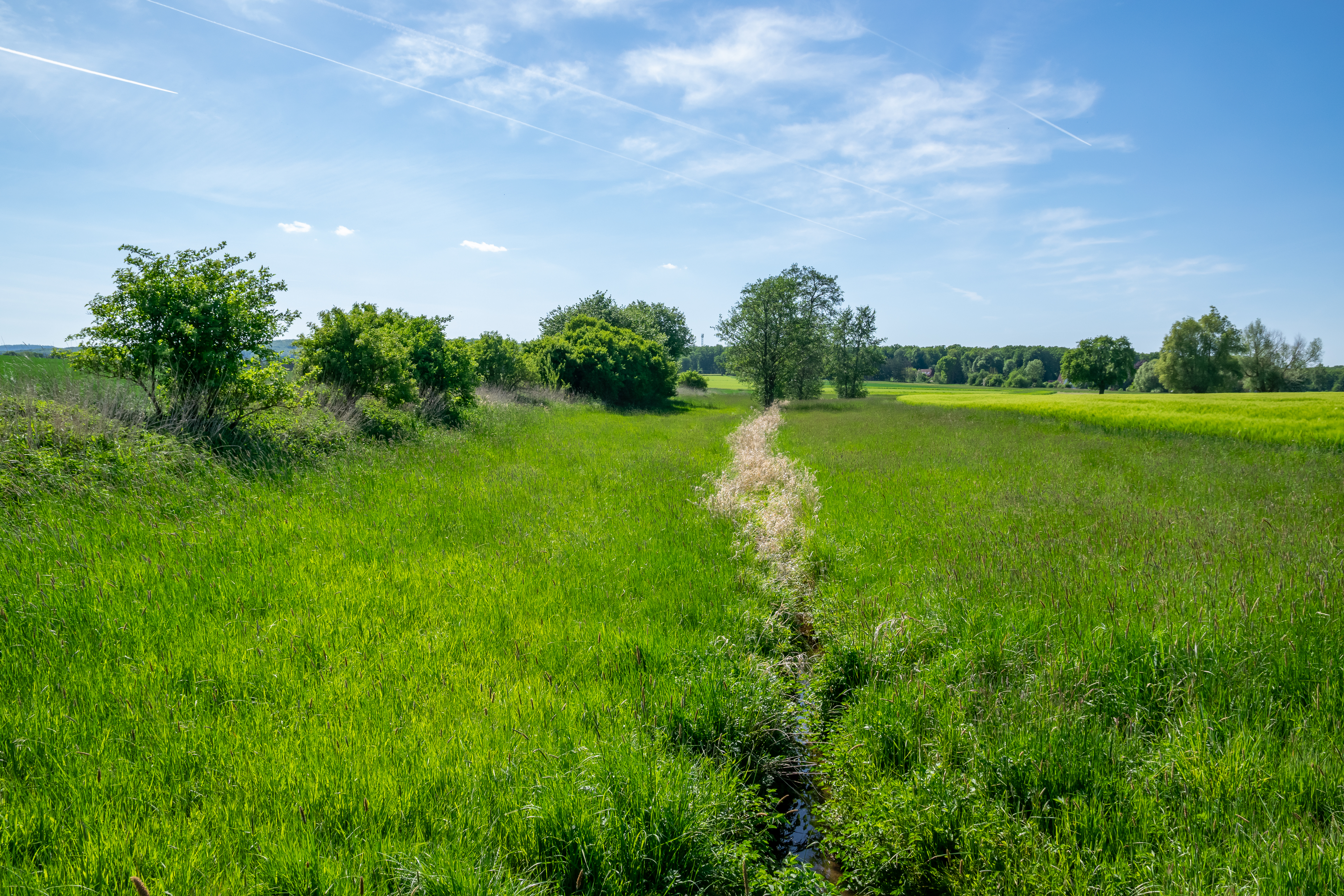
Bachniederung nahe des Quellbereichs

Das Landschaftsschutzgebiet Bachniederung südlich Belle mit etwa 14,5 ha Flächengröße liegt im Stadtgebiet von Horn-Bad Meinberg. Es wurde 2005 mit dem Landschaftsplan  Nr. 10 Horn-Bad Meinberg/Schlangen durch den Kreistag des Kreises Lippe als Landschaftsschutzgebiet (LSG) ausgewiesen.

## Beschreibung
Das Landschaftsschutzgebiet liegt nahe von Belle (Horn-Bad Meinberg). Das LSG umfasst eine schmale Bachniederung des Niederbeller Baches (Zufluss der Napte). Der Bachlauf wird besonders im oberen Talabschnitt von einem Hochstaudensaum begleitet. Hier ist weiterhin eine Kopfbaumreihe und eine alte, abgängige Obstwiese vorhanden.
Zum Wert des Schutzgebietes führt der Landschaftsplan aus: „Dem Schutzgebiet kommt inmitten intensiv ackerbaulich genutzter Flächen eine herausragende Biotopvernetzungsfunktion zu.“

## Schutzzwecke für das LSG
Laut Landschaftsplan erfolgte die Ausweisung des LSG
- „zur Erhaltung der Leistungsfähigkeit des Naturhaushaltes,“
- „zur Erhaltung und Wiederherstellung eines Waldbereiches mit unterschiedlichen Feuchtestufen,“
- „zur Erhaltung eines Waldkomplexes in der Zerfallphase, wegen der Eigenart und Schönheit des alten Hudewaldes,“
- „zur Sicherung der das Landschaftsbild prägenden Alt- und Totholzbestände.“[1]

## Rechtliche Vorschriften
Im Landschaftsschutzgebiet ist unter anderem das Errichten bzw. Anlegen von Bauten und Fischteichen verboten. Grün- und Brachland darf nicht in eine andere Nutzungsart umgewandelt oder umgebrochen werden. Es ist im LSG verboten, Hunde frei laufen zu lassen, ausgenommen ist die ordnungsgemäße Jagd und Hof- und Gartenbereiche. Obstbäume auf Obstwiesen und Einzelbäume dürfen nur gefällt werden, wenn dies einvernehmlich mit der Unteren Landschaftsbehörde abgestimmt wurde und entsprechende Ersatzbäume gepflanzt werden. Das LSG besteht aus vier Teilflächen.